# Matthias Rettner
Matthias Rettner (nacido el 9 de abril de 1963) es un gerente cultural y creador de teatro de Alemania.

## Biografía
Después de la formación de canto clásico – estudió tres años en la masterclass, clase de maestría del cantante de ópera y barítono Dietrich Fischer-Dieskau en la Escuela Superior de las Artes de Berlín entre otros – Matthias Rettner aparecía sobre todo como cantante de concierto, por ejemplo en un dúo con el pianista Eric Schneider. En 1990, ganaron juntos el premio en la competencia internacional del Arte de Canto de Stuttgart y grabaron varios programas de canto para emisoras de radio.
En los tardíos años ’90, él se dirigió más hacia proyectos multifáceticos e interdisciplinarios que ya no se podían declarar definidamente como clásicos. En 1999 se unió a la compañía de teatro de acción PAN.OPTIKUM, una compañía proveniente de Berlín, dirigida por Sigrun Fritsch y Ralf Buron los cuales centraban la atención sobre escenificaciones en el espacio público.
En el contexto de PAN.OPTIKUM, desarrolló conceptos de una nueva orientación de la compañía de teatro y dio el impulso para las obras de los años siguientes. Bajo su dirección, la compañía representó sus obras en Santiago de Chile en el Teatro a Mil y en el Festival Internacional Cervantino en México, entre otros.
Con la producción de ORPHEUS (Orfeo) para la RuhrTriennale 2004, obra dirigida por Gerard Mortier y el estreno absoluto por parte de Roma de la ópera de Philip Glass “The CIVIL warS” en septiembre de 2004, continuó con su modelo de una mezcla y un cruce de los diferentes estilos y géneros.
Desde 2003 trabaja junto con el artista de conceptos y diseñador Peter Ziska de Frankfurt ofreciéndole al artista una primera plataforma de presentación para su instalación “Campo virtual de minas” en el marco de la obra “The CIVIL warS”. 
Con la compañía PAN.OPTIKUM, Matthias Rettner recibió el premio cultural de Baden-Wurtemberg.

## Producciones
En 2001, IL CORSO, estreno en el festival cultural de Weimar; En 2004 ORPHEUS (Orfeo), estreno en la RuhrTriennale en la Jahrhunderthalle (sala centenaria) de Bochum; en 2004 The CIVIL warS, estreno en la Stadthalle de Freiburg, en colaboración con el Teatro de Freiburg; en 2005 BallGefühl (Sensación de balón), estreno en Iserlohn; en 2007 Medea.Voces, estreno en el Teatro de Freiburg, en colaboración con el Teatro de Freiburg; en 2008 Carmina Burana, estreno en el anfiteatro romano Kaiseraugst, en colaboración con el Teatro de Basilea.
- Datos: Q113486